# Julij Khmelnitskij
Julij Khmelnitskij (russisk: Юлий Осипович Хмельницкий) (født 28. december 1904 i Warszawa i det Russiske Kejserrige, død 27. november 1997) var en sovjetisk filminstruktør og skuespiller.

## Filmografi
- Mister Iks (Мистер Икс, 1958)[1][2]